# Mascagnia peruviana
Mascagnia peruviana är en tvåhjärtbladig växtart som beskrevs av José Cuatrecasas. Mascagnia peruviana ingår i släktet Mascagnia och familjen Malpighiaceae. Inga underarter finns listade i Catalogue of Life.